# Thoralf
Thoralf ist ein skandinavischer männlicher Vorname, abgeleitet vom altnordischen Þórr (Thor), der auch in Deutschland vorkommt. Alternative Formen des Namens sind Toralf oder Toralv.

## Bekannte Namensträger

### Form Thoralf
- Thoralf Bennert (* 1965), deutscher Fußballspieler
- Thoralf Cleven, deutscher Journalist
- Thoralf Grospitz (* 1963), deutscher Biologe, Tierfilmer, Kameramann, Regisseur und Filmproduzent
- Thoralf Klein (* 1967), deutscher Historiker
- Thoralf Knobloch (* 1962), deutscher Maler
- Thoralf Peters (* 1968), deutscher Ruderer
- Thoralf Plath (1962–2017), deutscher Journalist und Sachbuchautor
- Thoralf Schollmeyer (1962–2014), deutscher Gynäkologe und Geburtshelfer
- Thoralf Strømstad (1897–1984), norwegischer  Skilangläufer und Nordischer Kombinierer

### Form Toralf
- Toralf Engan (* 1936), norwegischer Skispringer
- Toralf Konetzke (* 1972), deutscher Fußballspieler
- Toralf Schnur (* 1975), deutscher Politiker (FDP)
- Toralf Staud (* 1972), deutscher Journalist und Buchautor

### Form Toralv
- Toralv Maurstad (1926–2022), norwegischer Schauspieler, Regisseur und Theaterleiter